# کل (سوسن)
کل یک روستا در ایران است که در بخش سوسن شهرستان ایذه در استان خوزستان واقع شده‌است. کل ۲۴۹ نفر جمعیت دارد.

## جمعیت
این روستا در دهستان سوسن غربی قرار دارد و براساس سرشماری مرکز آمار ایران در سال ۱۳۸۵، جمعیت آن ۲۴۹ نفر (۴۲ خانوار) بوده‌است.